# Queste
En Provence, le droit de queste est un impôt levé par le comte, dérivant de l'aide due par le vassal, similaire dans son principe et son exécution à la taille ou au fouage.
Il existait aussi un droit de queste dans le Sud-Ouest de la France.